# Bethe-Weizsäcker-Formel
Die Bethe-Weizsäcker-Formel (auch Weizsäcker-Formel, halbempirische Massenformel) erlaubt die Berechnung der Bindungsenergie des aus Nukleonen zusammengesetzten Atomkerns nach dem Tröpfchenmodell, dessen Grundideen erstmals 1930 von George Gamow vorgeschlagen wurden. Die Bindungsenergie ist die Energie, die dem Atomkern zugeführt werden müsste, um ihn in die einzelnen Nukleonen zu zerlegen. Im Tröpfchenmodell werden die Nukleonen wie Moleküle eines inkompressiblen geladenen Flüssigkeitströpfchens betrachtet.
Die halbempirische Formel wurde erstmals 1935 von Carl Friedrich von Weizsäcker aufgestellt. Bekannt wurde sie auch durch die Veröffentlichung und Weiterentwicklung von Hans Bethe (1936).

## Bedeutung und Anwendungsbereich der Formel

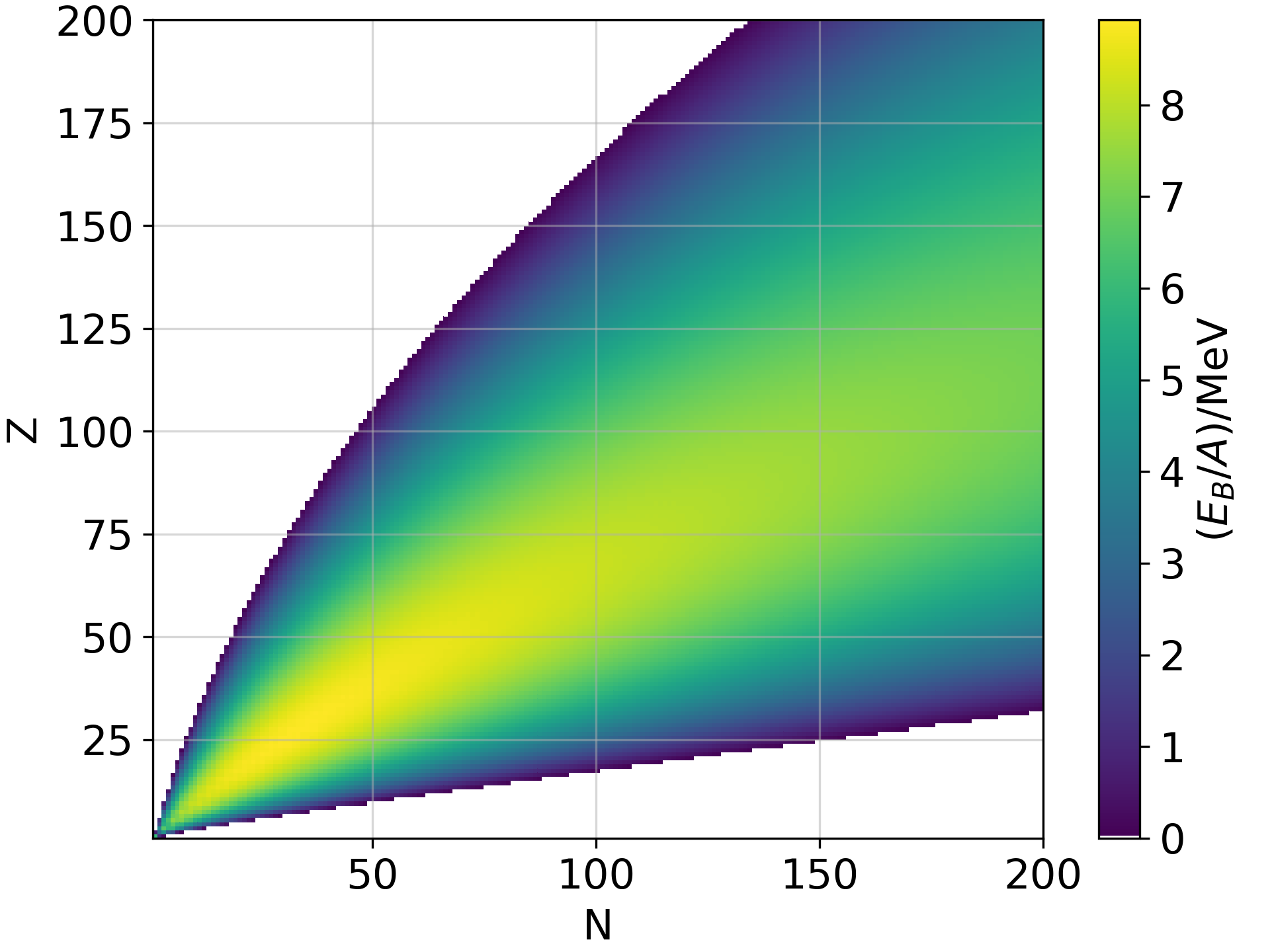
Mit der Bethe-Weizsäcker-Formel berechnete Bindungsenergie pro Nukleon, aufgetragen in der Art der Nuklidkarte als Funktion von Z und N. Mit gelber Farbe sind die Bereiche mit höchster Bindungsenergie dargestellt, im weißen Bereich gibt es keine stabilen Kerne.

Für einen Kern mit {\displaystyle N} Neutronen und {\displaystyle Z} Protonen und damit einer Nukleonenzahl {\displaystyle A=N+Z} ergibt sich die Bindungsenergie {\displaystyle E_{\mathrm {B} }} aus fünf Summanden, die in verschiedener Weise von {\displaystyle N}, {\displaystyle Z} abhängen und jeweils einen zunächst unbekannten Parameter zum Vorfaktor haben. Diese fünf Parameter können so angepasst werden, dass oberhalb einer Nukleonenzahl {\displaystyle A\approx 30} die Berechnung weniger als 1 % von der gemessenen Bindungsenergie abweicht. Mit wenigen Ausnahmen betragen die Abweichungen auch bei den leichteren Kernen nur wenige Prozent.
Die Bindungsenergie beträgt nur knapp 1 % der gesamten Ruheenergie bzw. der Masse eines Kerns. Für stabile Kerne ist die Bindungsenergie stets größer als null. Mit der Formel kann näherungsweise die bei einer Kernreaktion oder dem Betazerfall, Alphazerfall oder der Kernspaltung frei werdende Energie abgeschätzt werden. Für eine genauere Berechnung sind allerdings die genau gemessenen Massen der im Einzelfall beteiligten Kerne heranzuziehen.
Die Bethe-Weizsäcker-Formel liefert die Bindungsenergie und damit die Massen nur für die Kerne. Für die Masse des gesamten Atoms ist die Masse der Atomhülle dazu zu addieren. Diese ergibt sich aus der Masse der {\displaystyle Z} Elektronen, abzüglich des ca. 1-prozentigen Massendefekts aufgrund der Bindungsenergie der Hülle. Insgesamt macht diese Korrektur nicht mehr als einige Promille der Kernmasse aus, denn ein Elektron ist ca. 2000-mal leichter als ein Nukleon und die Nukleonenzahl {\displaystyle A} ist (abgesehen vom Wasserstoff) ca. doppelt so groß wie die Zahl der Elektronen {\displaystyle Z}.

## Gesamtbindungsenergie
Die gesamte Bindungsenergie eines Atomkerns setzt sich aus fünf Beiträgen zusammen:
{\displaystyle E_{\text{Bindung}}=E_{\text{Volumen}}-E_{\mathrm {Oberfl{\ddot {a}}che} }-E_{\text{Coulomb}}-E_{\mathrm {Symmetrie} }\pm E_{\text{Paarung}}}
{\displaystyle E_{\text{Bindung}}=a_{\mathrm {V} }\cdot A-a_{\mathrm {O} }\cdot A^{\frac {2}{3}}-a_{\mathrm {C} }\cdot Z\cdot (Z-1)\cdot A^{-{\frac {1}{3}}}-a_{\mathrm {S} }\cdot {\frac {(N-Z)^{2}}{4A}}+{\begin{cases}+a_{\mathrm {P} }\cdot A^{-{\frac {1}{2}}}&\mathrm {f{\ddot {u}}r} {\text{ gg-Kerne}}\\0&\mathrm {f{\ddot {u}}r} {\text{ ug- und gu-Kerne}}\\-a_{\mathrm {P} }\cdot A^{-{\frac {1}{2}}}&\mathrm {f{\ddot {u}}r} {\text{ uu-Kerne}}\end{cases}}}
Hierbei müssen die Werte für die Parameter {\displaystyle a_{\mathrm {V} },a_{\mathrm {O} },a_{\mathrm {C} },a_{\mathrm {S} },a_{\mathrm {P} }} experimentell bestimmt werden, indem die Massenformel an die Bindungsenergien von mindestens fünf Kernen angepasst wird. Je nach Wahl dieser Kerne variieren die genauen Werte in der Literatur. Dies liegt dann daran, dass die Parameter für jeweils andere Massenbereiche optimiert wurden.
Die Formel ist unbrauchbar für sehr leichte Atomkerne mit geringer Nukleonenzahl; für größere Kerne ist sie eine gute Näherung. Aber auch hier kann sie beispielsweise die besonders großen Bindungsenergien in Bereichen um die Magischen Zahlen nicht erklären. Erst das Schalenmodell liefert dafür eine Erklärung.
Über die Bindungsenergie lässt sich die gesamte Kernmasse {\displaystyle m} berechnen. Es gilt nämlich {\displaystyle m=Nm_{n}+Zm_{p}-E_{B}/c^{2}} mit der Masse des Neutrons {\displaystyle m_{n}} und der Masse des Protons {\displaystyle m_{p}}. Damit erhält man aus der Bethe-Weizsäcker-Formel eine Massenformel.
Neuere Zahlen (Stand 2006) zu den Koeffizienten und verschiedenen Termkombinationen wurden von Royer und Gautier berechnet.

## Erläuterung der fünf Beiträge

### Volumenanteil
Wegen der konstant angenommenen Dichte ist das Volumen proportional zur Massenzahl. Die Volumenenergie resultiert aus der gegenseitigen Anziehung der Nukleonen aufgrund der starken Kernkraft. Da diese aber äußerst kurzreichweitig ist, trägt immer nur die Wechselwirkung mit den nächsten Nachbarn eines Nukleons zur Bindung bei. Die Bindungsenergie eines von allen Seiten mit anderen Nukleonen umgebenen Nukleons, wie es sie in größeren Kernen gibt, ist somit unabhängig von der Anwesenheit weiterer Nukleonen und damit von deren Gesamtzahl:
{\displaystyle a_{\mathrm {V} }\cdot A\qquad {\text{mit}}\qquad a_{\mathrm {V} }\approx 15{,}67~\mathrm {MeV} }

### Oberflächenanteil
Die Nukleonen an der Oberfläche sind von weniger Nachbarn umgeben als die Nukleonen im Inneren des Kerns. Dadurch sind sie schwächer gebunden und reduzieren die Bindungsenergie. Es wird daher ein destabilisierender Term angenommen, der proportional zur Oberfläche des Kerns ist (negatives Vorzeichen).
Der Oberflächenterm beschreibt das Verhältnis von Oberfläche und Volumen. Die Oberfläche einer Kugel ist proportional zu {\displaystyle R^{2}} und daher auch zu {\displaystyle V^{\frac {2}{3}}}. Wegen {\displaystyle V\sim A} (siehe Volumenanteil) gilt {\displaystyle R^{2}\sim A^{\frac {2}{3}}}.
Vor allem bei kleinen Kernen mit wenigen Nukleonen macht sich der Oberflächenanteil bemerkbar, verliert dann allerdings mit wachsender Nukleonenzahl an Bedeutung.
{\displaystyle -a_{\mathrm {O} }\cdot A^{\frac {2}{3}}\qquad {\text{mit}}\qquad a_{\mathrm {O} }\approx 17{,}23~\mathrm {MeV} }

### Coulomb-Anteil
Ein weiterer destabilisierender Einfluss ist die coulombsche Abstoßung der gleichnamig positiv geladenen Protonen. Diese Energie ist nach dem coulombschen Gesetz proportional zum Quadrat der elektrischen Ladung, also der Ladungszahl {\displaystyle Z}, und umgekehrt proportional zum Radius. Da jedes der {\displaystyle Z} Protonen nur von den anderen {\displaystyle Z-1} Protonen abgestoßen wird, ist der Effekt eigentlich proportional zu {\displaystyle Z(Z-1)} und nicht zu {\displaystyle Z^{2}}, was aber für große {\displaystyle Z} vernachlässigt werden kann. Der Radius wiederum ist proportional zur Potenz {\displaystyle V^{\frac {1}{3}}} und damit zu {\displaystyle A^{\frac {1}{3}}}. Je größer ein Kern wird, desto größer wird die gegenseitige Coulomb-Abstoßung der Protonen im Kern, sodass der Coulomb-Anteil für große Kernladungszahlen immer wichtiger wird. Dies ist auch der Grund dafür, dass Atome nur bis zu einer Ordnungszahl von 82 (Blei) dauerhaft bestehen können. Aufgrund der eben genannten Argumente kann der Coulomb-Anteil folgendermaßen genähert werden:
{\displaystyle -a_{\mathrm {C} }\cdot Z\cdot (Z-1)\cdot A^{-{\frac {1}{3}}}\qquad {\text{mit}}\qquad a_{\mathrm {C} }\approx 0{,}714~\mathrm {MeV} }

### Symmetrieanteil
Dieser Term ist quantenmechanischer Natur und sorgt für ein Gleichgewicht zwischen Neutronenzahl und Protonenzahl. Er verschwindet für {\displaystyle N=Z} und schwächt die Bindung mit zunehmender Differenz zwischen Neutronen- und Protonenzahl. Ein Ungleichgewicht zwischen der Protonenzahl {\displaystyle Z} und der Neutronenzahl {\displaystyle N=A-Z} wirkt also destabilisierend auf einen Kern. Zur physikalischen Deutung betrachtet man Protonen und Neutronen als zwei getrennte Fermi-Gase, die in demselben Potentialtopf die Einteilchenniveaus bis zu ihrer jeweiligen Fermienergie füllen. Dann sind bei {\displaystyle N=Z} beide Fermienergien gleich, und bei festgehaltener Gesamtzahl {\displaystyle A} ist dies die  energetisch günstigste Mischung (sozusagen der  „niedrigste Füllstand“). Umwandlung eines Nukleons erhöht eine der beiden Fermienergien bis zum nächsten Einteilchenniveau und senkt die andere ab, kostet an Energie also die Differenz der Fermienergien. Da diese Differenz beim sukzessiven Umschichten bis zu einer bestimmten Differenz {\displaystyle N-Z} jedes Mal anwächst, steigt der gesamte dafür benötigte Energieaufwand mit {\displaystyle (N-Z)^{2}}. Eine zusätzliche Division durch {\displaystyle A} berücksichtigt, dass mit steigendem Volumen (das proportional zu {\displaystyle A} ist) der Abstand der Einteilchenniveaus sinkt. Dies ergibt einen Term
{\displaystyle -a_{\mathrm {S} }\cdot {\frac {(N-Z)^{2}}{4A}}\qquad {\text{mit}}\qquad a_{\mathrm {S} }\approx 93{,}15~\mathrm {MeV} }
Teilweise findet man in der Literatur einen Wert {\displaystyle a_{\mathrm {S} }\approx 23~\mathrm {MeV} }. Dort wurde der Faktor 4 aus dem Nenner mit in die Konstante eingerechnet und tritt dann in der Formel nicht mehr auf.

### Paarungsanteil
Die bisherigen Terme werden durch einen weiteren Term ergänzt, der auf der Beobachtung beruht, dass Kerne mit geraden Protonen- und Neutronenzahlen stabiler sind als solche mit ungeraden. Dies findet erst im Schalenmodell des Atomkerns eine Erklärung durch Bildung von Neutron-Neutron- und Proton-Proton-Paaren, jeweils mit Spin Null. Bei ungerader Protonen- und/oder Neutronenzahl bleibt jeweils ein ungepaartes Teilchen übrig, das deshalb lockerer gebunden ist.
Kerne mit gerader Protonenzahl {\displaystyle Z} und gerader Neutronenzahl {\displaystyle N} (gg-Kerne) sind daher besonders fest gebunden, solche mit ungeradem {\displaystyle Z} und {\displaystyle N} (uu-Kerne) besonders schwach gebunden, die restlichen (ug- und gu-Kerne) liegen dazwischen; gg-Kerne stellen die meisten stabilen Nuklide, während von den uu-Kernen nur die vier leichten Nuklide 2H, 6Li, 10B und 14N stabil sind. Der Paareffekt nimmt mit steigender Nukleonenzahl ab. Als geeigneten Term in der Formel verwendet man daher
{\displaystyle +{\begin{cases}+a_{\mathrm {P} }\cdot A^{-{\frac {1}{2}}}&\mathrm {f{\ddot {u}}r} {\text{ gg-Kerne}}\\0&\mathrm {f{\ddot {u}}r} {\text{ ug- und gu-Kerne}}\\-a_{\mathrm {P} }\cdot A^{-{\frac {1}{2}}}&\mathrm {f{\ddot {u}}r} {\text{ uu-Kerne}}\end{cases}}}
mit
{\displaystyle \qquad a_{\mathrm {P} }\approx 11{,}2~\mathrm {MeV} \,.}